# Cráneo febril
Cráneo febril (nombre original: Hot Skull) es una serie de televisión filmada por Tims&B Productions, estrenada el 2 de diciembre de 2022, dirigido por Mert Baykal y Umur Turagay, con guion de Mert Baykal, Müjgan Ferhan Şensoy, Zafer Külünk y Gökhan Şeker, turco. Es una Serie web original del género de aventuras distópicas protagonizada por Osman Sonant, Hazal Subaşı y Şevket Çoruh. Adaptado del libro Hot Head del autor Afşin Kum.

## Reparto y personajes[3]

### Los personajes principales
- Osman Sonant - Murat Siyavuş
- Hazal Subasi - Sulé
- Sevket Coruh - Anton Kadir Tarakci

### Personajes auxiliares
- Tilbe Saran - Emel
- Kubilay Tuncer - Fazil Eryılmaz
- Ozgur Emre Yildirim - Ozgur Caglar
- Gonca Vuslateri - Jazmín
- Haluk Bilginer - Haluk
- Baris Yildiz - Erol Tasli
- Arda Anarat - Arif
- Multitud Furkan - Serhat
- Erdem Akakçe - Cevat
- Sebnem Hassanisoughi - Canán
- Cuneyt Uzunlar - Haydar
- Zerrin Sumeria - Makbule
- Hakan Real - Lata
- Mensur Safçiu - Viktor
- Khaki Bicici - Suat Gurbay
- Kubilay Karslioglu - Ertem
- Tugba Com Makar - Derya
- Feriha Eyuboglu - Suzan
- Billur Melis Koç - Azra
- Fuat Fatih Odabasi - Kerem
- Ozan Celik - Maksu-D
- Munir Can Cindoruk - Hakán
- Işıknaz Özedgü - Melisa
- Gizem Fuerte - Asli
- Evren Duyal - Senel

### Personajes invitados
- Zerrin Sumeria - Makbule
- Costura competente - Behzat
- Ozgur Cem Tugluk - Kenán